# 娜奥米·沃茨
娜歐蜜·艾倫·華茲（英語：Naomi Ellen Watts，1968年9月28日—），生于英格兰，英国女演员與女制作人。著名作品有《穆荷蘭大道》、《靈魂的重量》、《金剛》、《浩劫奇蹟》、《鳥人》等。

## 生平
華茲在8岁前一直生活在出生地西萨克赛斯的修略翰。她的父亲彼得·瓦兹是摇滚乐队平克·佛洛伊德的录音师。華茲的父母在她四岁时离异，三年后她的父亲身故，全家就搬到北威尔士兰格费尼的祖父母家，她在那里间断生活到14岁。華茲的母亲在一趟澳大利亚游之后认为，澳洲是真正的“机会的天堂”，於是1982年娜歐蜜和兄長隨著母親迁往悉尼。華茲的祖母是澳大利亚人，这使得她们一家更容易入澳大利亚籍。
在悉尼，華茲上过几个演艺学校，就在第一节课上，她認識了妮可·基曼，两人还乘同一辆計程車回家。
1986年華茲暂時告别了自己的演艺生涯，而到了日本当模特。可惜一无所获，她后来描述这段为期4个月的日本生涯是自己过去最暗的一段。她回到悉尼，在一家商店工作，之後则转到一家时尚杂志社工作。
她受一位同事的邀请而参演一部小戏剧，轻松的剧本喚起華茲内在的对舞台艺术的熱情，於是華茲辞掉了自己的工作，重新踏上影視之路。
在一次电视广告的演出后，她在1988年於澳大利亚连续剧《Home and Away》中得到了一个角色。之後她在1995年出演的《Tank Girl》，是她在美國好莱坞的演艺生涯中的突破。
2001年華茲担任大卫·林奇导演的深奥惊悚片 《穆赫兰大道》主角。虽然她的演出大放光彩，备受评论家的赞誉，她却未得到奥斯卡金像奖的提名。
在《穆赫兰大道》的成功之后，華茲片约不断，她出演了卖座电影《七夜冤靈》（美国版午夜凶铃）和《七夜冤靈2》（2005年美国版）。她在2004年因在电影《21克》首度獲奥斯卡金像獎提名。
2012年西班牙导演胡安·安东尼奥·巴亚纳執導改編真人實事的灾难片《海啸奇迹》为她获得奥斯卡最佳女主角奖提名、金球奖最佳戏剧类电影女主角提名和美国演员工会奖最佳女主角提名。

## 私生活

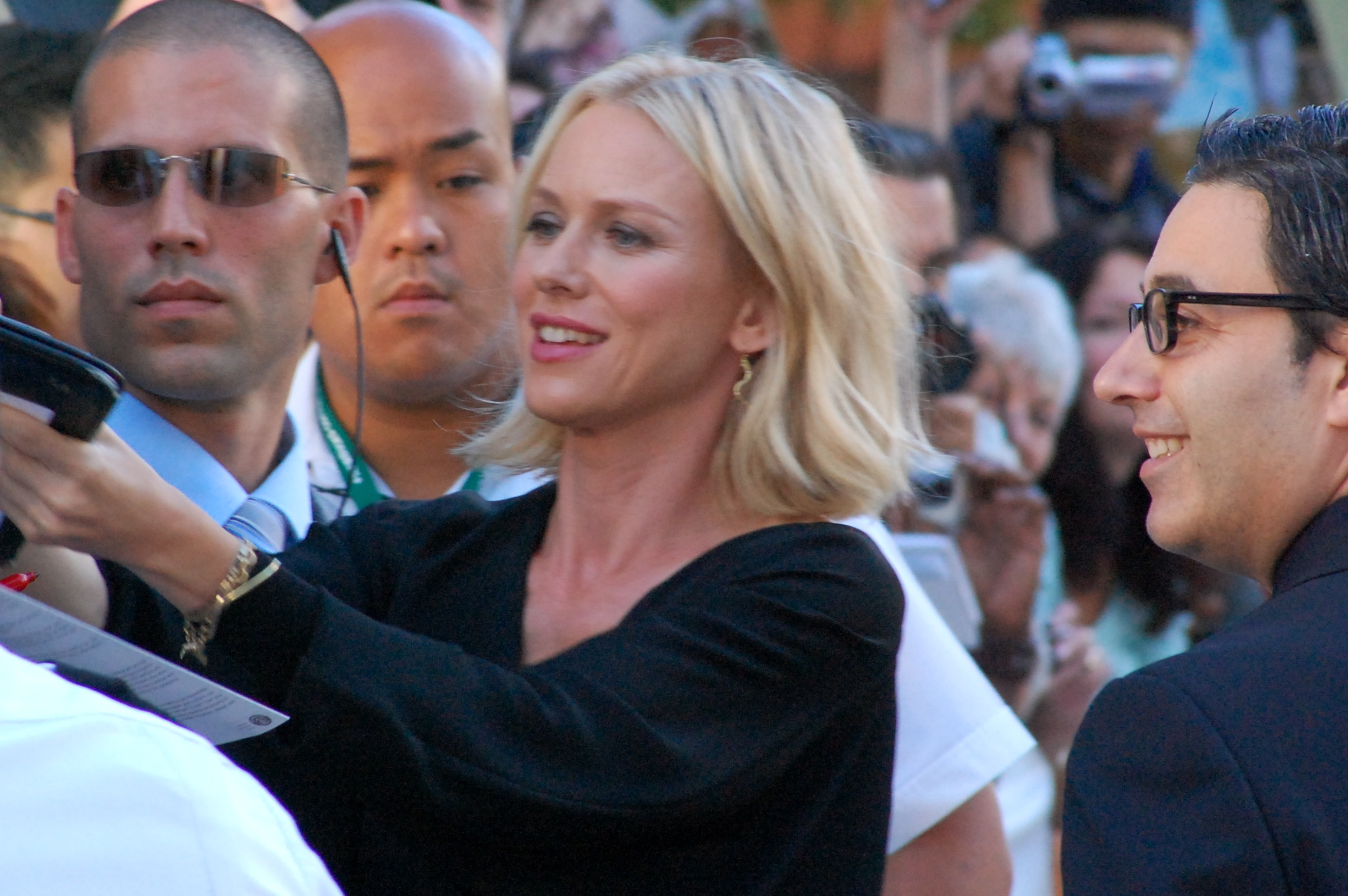
2009年，娜歐蜜

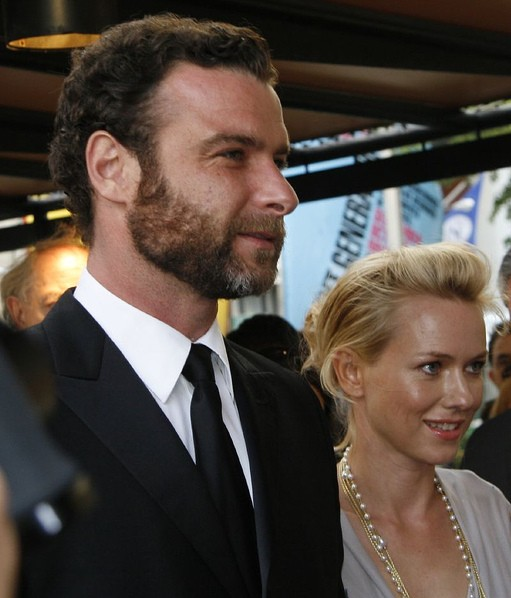
娜歐蜜和男友，李佛

2002到2004年間，娜歐蜜曾與澳洲男演員希斯·萊傑交往。2005年春天，她跟美國男演員李佛·薛伯結婚。長子Alexander Sasha Pete在2007年7月25日於洛杉磯出生；次子Samuel Kai則在2008年12月13日於紐約出生。另外，知名澳洲女演員妮可·基曼是娜歐蜜認識多年的好友之一，基曼結婚前，亦邀請娜歐蜜參加她的單身派對。2016年9月，娜歐蜜和李佛透過平面媒體對外宣布分居決定，結束維持11年多的戀情，共同撫養兩個兒子。2017年，娜歐蜜開始與同演劇集的男星比利·庫達普約會。2023年6月9日，娜歐蜜與比利·庫達普在紐約結婚。

## 电影作品
- For Love Alone（1986年）
- The Custodian（1986年）
- 情挑玉女心（Flirting )( 1991年)
- 異鄉情愁（Wide Sargasso Sea) (1993年)
- Matinee（1993年）
- 連鎖殺機（Gross Misconduct) (1993年)
- 坦克女郎（Tank Girl) (1995年)
- 聚魔地（Children of the Corn IV: The Gathering) (1996年)
- 神機暗算（Persons Unknown)(1996年)
- 今生只愛你（Under the Lighthouse Dancing)（1997年）
- A House Divided（1998年）
- 絕代寵妓（Dangerous Beauty)（1998年）
- 我很乖因為我要出國（Babe: Pig in the City)(1998年) (配音）
- The Christmas Wish（1998年）
- Strange Planet（1999年）
- Never Date an Actress （2001年）
- Ellie Parker（2001年）
- Down（2001年）
- 穆赫蘭大道（Mulholland Drive)（2001年）
- Rabbits（2002年）
- 七夜怪談西洋篇（The Ring)（2002年）
- Undertaking Betty（2002年）
- 法外狂徒（Ned Kelly)（2003年）
- 愛情合作社（Le Divorce)（2003年）
- 靈魂的重量（21 Grams)（2003年）
  - 提名奧斯卡最佳女主角獎
  - 提名英國電影學院獎最佳女主角
  - 提名美國演員工會獎最佳女主角
- 爱不再回来（We Don't Live Here Anymore)（2004年）
- 刺杀尼克松（The Assassination of Richard Nixon)（2004年）
- 心靈偵探社（I ♥ Huckabees)（2004年）
- 爱丽·帕克（Ellie Parker)（2005年）
- 剎靈（The Ring Two)（2005年）
- 回魂（Stay)（2005年）
- 金刚（King Kong)（2005年）
- 內陸帝國（Inland Empire)（2006年）(配音)
- 愛在遙遠的附近（The Painted Veil)（2006年）
- 黑幕謎情（Eastern Promises)（2007年）
- 大劊人心（Funny Games)（2008年）
- 黑暗金控（The International)（2009年）
- 孕育心世界（Mother and Child)（2010年）
- 命中注定,遇見愛（You Will Meet a Tall Dark Stranger)（2010年）
- 不公平的戰爭（Fair Game)（2010年）
- 強·艾德格（J. Edgar)（2011年）
- 靈異豪宅（Dream House)（2011年）
- 海嘯蹟（(西班牙语：Lo Imposible)（2012年）
  - 提名奧斯卡最佳女主角獎
  - 提名金球奖剧情类电影最佳女主角
  - 提名美國演員工會獎最佳女主角
- 激愛543（Movie 43)（2013年）
- 戴安娜（Diana)（2013年）
- 愛‧墮落 (Adore) (2013) (主演兼任執行製作人)
- 開啟陽光的錀匙 / 小小陽光 (Sunlight Jr.)（2013年）
- 歐吉桑鄰好(St. Vincent de Van Nuys)（2014年）
- 鳥人（2014年）
- 分歧者2：叛亂者(The Divergent Series: Insurgent)（2015年）
- 青春倒退嚕(While We're Young)（2015年）
- 崩壞人生(Demolition )（2016年）
- 分歧者3：赤誠者(The Divergent Series: Allegiant)（2016年）
- 育陰房(Shut In )（2016年）
- 幸福不設限(About Ray / 3 Generations )（2017年）(3 Generations IMDb)（页面存档备份，存于）
- 亨利之書(The Book of Henry) (2017年) (美國上映)
- 玻璃城堡（The Glass Castle) (2017年)
- 希望鳥（Penguin Bloom) (2021年) (Netflix放映)

## 電視作品
- 聚散離合 ( Home and Away )（1988年）
- 夢遊者（Sleepwalkers ) (1998年)
- The Hunt for the Unicorn Killer（1999年）(電視電影)
- The Wyvern Mystery（2000年）(電視電影)
- The Outsider（2002年）(電視電影)
- 雙峰（Twin Peaks season: The Return) (2017年)
- 越界（Gypsy ) ( 2017年）(網路電視劇)  (主演兼任執行製作人)  (Gypsy IMDb)（页面存档备份，存于）